# MTV
MTV는 1981년 8월 1일 개국한 미국의 음악 전문 케이블TV 채널이다. MTV 개설의 원목적은 ‘VJ(video jockey)’라는 새로운 개념의 진행자가 TV에서 뮤직비디오를 소개·방영하는 형식을 도입하기 위해서였다. 현재 MTV는 한정된 범위의 뮤직비디오를 방영하고 있으며, 그보다 우선적으로 10대와 젊은 층을 시청 타깃으로 하여 대중문화 관련 프로그램이나 리얼리티 프로그램을 중점적으로 방송하고 있다.
첫 방송부터 MTV는 음악산업과 대중문화에 큰 영향을 줬다. MTV의 슬로건인 “난 MTV를 원해(I Want My MTV)”는 실제 대중이 느끼고 있는 현실이 되었으며, ‘VJ’개념의 대중화, 그리고 영상매체로 음악을 소개하는 전문 프로그램의 도입, 음악 관련 행사와 소식, 프로모션 등을 팬들과 아티스트가 공유할 수 있는 공간을 제공했다. MTV는 현재 뮤지션, 다른 TV채널과 쇼, 영화, 책 등에서 수없이 언급되고 있다.
수년간 검열제도, 사회행동주의 등 MTV가 젊은이들에게 윤리적으로 영향을 준다는 논란은 꾸준히 이어져왔다. 90년대부터는 MTV의 비음악프로그램 중심 방송편성 또한 대중문화에 부정적인 영향을 끼칠 것이라는 논쟁이 일기 시작했다.
MTV는 미국 내에 많은 자회사를 만들었으며, 외국에도 다양한 합작회사들이 있다.
주요 자매 채널로는 VH1, MTV2, MTV Tr3s 등이 있다.

## 역사

### 기존 방향
MTV가 탄생하게 된 경위는 당시 오하이오주 콜롬버스에 위치한 워너 케이블(Warner Cable: Warner Communication의 자회사이며 Warner-Amex Satellite Entertainment의 전신))이 쌍방향 TV 시스템인 QUBE를 개설하게 된 1977년에서부터 시작된다.
QUBE시스템은 여러 전문화된 채널을 제공했다. 영화전문 STAR CHANNEL(무비채널의 전신)과 어린이 채널 Nickelodeon과 음악방송 Sight on Sound. 그중 Sight on Sound라는 음악채널은 공연실황 중계나 음악중심의 프로그램을 방송하는 채널로, 시청자들은 쌍방향의 QUBE 서비스를 이용하여 자신이 좋아하는 아티스트나 곡에 대해 투표를 할 수 있다.
MTV의 근본적인 프로그램 형태는 당시 영상매체담당자(visionary media executive)였던 로버트 W. 피트먼 (Robert W. Pittman: 현재 MTV 네트워크의 CEO)에 의해 만들어졌다. 피트먼은 1970년대 후반 WNBC에서 자신이 직접 제작하고 진행했던 ‘Album Tracks’라는 1분짜리 프로그램을 시범적으로 방송했다.
피트먼의 상사이자 WASEC의 부사장인 존 랙(John Lack)은 70년대 후반, 뮤직비디오에 관심을 가졌던 전 멍키스(The Monkees)의 멤버 마이클 네스미스(Michael Nesmith)가 제작한 팝클립스(Popclips)를 기획하게 되었다. 팝클립스는 1976년에 첫 방송한 뉴질랜드 방송국 TVNZ 네크워크 프로그램 ‘Radio with Pictures’와 비슷했다. ‘Rock with Pictures’는 주요 음반사들이 음악 홍보를 위해 자신들의 음악을 무료로 제공했던 때인 1966년대에 사실상 제작이 시작되었다.
또한, 메이슨 윌리엄스(Mason Williams)는 그의 저서 ‘메이슨 윌리엄스 FCC 기록(The Mason Williams FCC Report)’에서 자신이 CBS에 “화면 있는 라디오 (video-radio)”인 TV 프로그램을 방영하도록 제안했다고 언급하고 있는데, 이 프로그램에서 DJ는 방송 중에 직접 전위예술로 음악을 연주한다. CBS는 이 제안을 거절했지만, 윌리엄스는 자신이 작가(executive writer)로 일했던 ‘Smothers Brothers Comedy Hour’에서 자신이 작곡한 ‘Classical Gas’를 연주하기도 했다. 이 책은 MTV가 첫 방송을 시작하기 바로 전인 1971년도에 첫 출판됐다.

### 음악채널의 출현
1981년 8월1일, MTV는 랙의 목소리“Ladies and gentlemen, rock and roll"로 첫 방송을 시작했다. 아폴로11호(Apollo11)의 달 착륙 모습을 배경으로 조너선 일라이어스(Jonathan Elias)와 존 피터슨(John Peterson)이 작곡한 기타연주음악의 MTV 주제가가 흘러나왔다. MTV 제작자인 앨런 굿맨(Alan Goodman)과 프레드 사이버트(Fred Seibert)는 텔레비전 방송 역사상 가장 유명한 장면을 MTV와 함께 사용한 것이다. 사이버트는 원래 닐 암스트롱(Neil Armstrong)의 “One small step” 발언(“한 인간에게는 보잘것없는 한 발자국이지만 인류에게는 큰 도약”)을 방송하려고 했으나, 암스트롱의 반대로 그가 말하는 부분은 전자음으로 차단하여 방송되었다.
MTV가 첫 방송을 하며 나온 장면은 북 뉴저지에서 단독 케이블 시스템을 이용하는 2~3천여 명의 사람만 볼 수 있었다고 한다.
당시 상황을 정확히 표현하듯, MTV의 첫 뮤직비디오는 버글스의 “Video Killed the Radio Star”였다. 그리고 두 번째 곡은 팻 베네타(Pat Benatar)의 “You Better Run”이었다. 가끔씩 MTV의 직원들이 뮤직비디오를 재생하기 위해 비디오를 삽입하는 동안 화면이 까맣게 나오기도 했다. 처음 MTV의 글자 모양은 그 때의 해와 라벨 이름 등이 삽입되어 있었기 때문에 현재와는 다른 모습이었다.

### 다른 채널의 프로그램
MTV가 첫 방송을 실시할 당시 HBO에서도 Video Jukebox라는 30분짜리 뮤직비디오 프로그램을 방영한 바 있다(1986년 말 종방). 아울러 당시 HBO는 영화 사이사이에 뮤직비디오를 방송하기도 했다.
1983년 6월 3일부터 1985년도까지 Superstation WTBS 또한 Night Tracks라는 프로그램이 있었다. 이 프로그램은 최장 14시간 동안 매 주말 늦은 밤까지 뮤직비디오를 방영했는데, MTV와 달리 흑인 아티스트의 음악도 방송되었다. 이외에도 몇몇의 방송사가 음악 위주의 프로그램을 방영했다; 특히 1984년 여름 KRLR-TV Vusic21의 이름으로 등장한 라스베이거스의 KVMY Channel21이 있는데, 이 채널에서 처음 방영된 뮤직비디오는 마이클 잭슨의 “Thriller”다.
TBS의 Night Tracks가 시작한 후 얼마 되지 않아 MTV와 같은 네트워크 TV인 NBC가 MTV의 행동에 대한 방어책으로 Friday Night Videos를 방송하게 되었다. 그 후 Friday Night으로 이름을 바꾸고 1983년부터 2002년까지 방송되다가 곧 다른 프로그램으로 대체되었다. 1984년 ABC 또한 뮤직비디오 프로그램을 방송하긴 했지만 크게 성공하지 못하고 1년 만에 종영되었다.
1984년, TBS의 설립자 테드 터너(Ted Turner)는 MTV의 ‘락(rock)’음악 중심의 형태를 벗어나 더 넓은 장르의 뮤직비디오를 방송하기 위해 Cable Music Channel을 만들게 되었다. 그러나 계속적인 적자로 인해 곧 한달 이후 터너는 MTV에 이 채널을 팔게 되고, 이는 곧 현재의 VH1으로 남게 되었다.

### 뮤직비디오
MTV의 원래 목적은 VJ가 진행하며 매일 24시간 동안 뮤직비디오를 방영해주는 ‘음악 텔레비전(Music Television)’이 되는 것이었다. 이 채널이 언제나 전달하려던 메시지는 원래 “당신은 이제 음악을 다르게 즐길 겁니다(You’ll never look at music the same way again)” 혹은 “스테레오로 즐기는 위성방송 (On Cable, In Stereo)”이었다. 매일 24시간 뮤직비디오를 방송하는 시스템은 바뀌었지만, MTV는 아직도 TV 채널과 웹 사이트에서 한정된 범위의 뮤직비디오를 방영하고 있다.

### 기존 VJ와 프로그램 형태
MTV의 기존 형태는 미국의 유명 40대 라디오 프로그램에서 따왔다. 새로운 얼굴의 젊은이들이 프로그래밍을 담당하고 VJ를 맡았으며, 많은 VJ들은 유명인사가 되기도 하였다. 1981년 MTV의 원년 VJ 멤버는 니나 블랙우드(Nina Blackwood), 마크 굿맨(Mark Goodman), 앨런 헌터(Alan Hunter), J. J. 잭슨(J. J. Jackson), 그리고 마사 퀸(Martha Quinn) 등 5명이다. 2005년 이들은 시리우스 위성 라디오(Sirius Satellite Radio)의 진행자가 되었다 (2004년 사망한 잭슨 제외)
1980년대 MTV 프로그램을 장악했던 뮤직비디오의 초기 형태는 노골적으로 홍보성이 짙었으며, 콘서트 장면을 모아 편집한 영상이 많았다. MTV 채널의 시청자가 늘어나면서 음반사는 자신의 인지도와 대중화를 높이는 방법으로 방송매체를 이용하는 것이 효과적이라는 것을 알고 특별히 TV 채널을 위해 멋지게 제작한 콘서트 영상을 더 많이 만들기도 했다.
다수의 80년대 록밴드와 예술가들은 MTV로 인해 더 유명해졌다. 이들은 애덤 앤트, 유리드믹스(Enrythemics), 컬처 클럽, 더 픽스(The Fixx), 스플릿 엔즈(Split Enz), 프린스, 울트라복스, 듀란 듀란, 밴 헤일런, 본 조비, 래트(RATT), 데프 레퍼드, 더 폴리스, 더 카스 등 당시의 뉴웨이브, 하드록, 그리고 헤비메탈 그룹들이 많았다. MTV는 또한 패러디 가수 얀코빅의 “Weird Al”을 방송하기도 했다.
MTV는 또한 데이비드 보위, 저니, 러시, 존 멜런캠프, 빌리 조엘, 제네시스, 홀 앤 오츠(Hall & Oates), 롤링 스톤스, 로드 스튜어트, 더 후, ZZ 탑 등과 같은 70~80년대의 클래식 록 가수들과, 로버트 플랜트, 필 콜린스, 폴 매카트니, 데이비드 리 로스(David Lee Roth), 피트 타운셴드(Pete Townshend)와 같은, 당시 솔로로 새롭게 변향한 가수들, 또한 마이클 스탠리 밴드, 슈즈(Shoes), 블로토(Blotto), 택시와 같은 잊혀지는 가수들의 음악도 방송했다. 1983년 하드록 밴드 키스는 그들의 역사상 최초로 그들 특유의 화장을 지우고 MTV에 출연하기도 했다.

### 인종의 벽을 허물다
초기 MTV에서는 흑인 아티스트들의 출연이 거의 없었다. MTV에서 볼 수 있었던 흑인 아티스트는 에디 갠트(Eddy Gant), 티나 터너, 도나 서머 정도였다. 미국 MTV에서 최초로 방송된 유색인종의 아티스트는 백인과 흑인 혼합으로 결성되었던 영국밴드 더 스페셜스(The Specials)였다. 더 스페셜스의 뮤직비디오 “Rat Race”는 MTV의 첫 방송 날 58번째로 방영된 뮤직비디오였다.
MTV는 당시 록 음악 중심으로 구성된 프로그램과 어울리지 않는다는 이유로 릭 제임스의 “Super Freak” 같은 흑인 가수의 뮤직비디오를 틀지 않은 적도 있었다. 이 사건 이후 제임스는 공식적으로 MTV 채널에 더 많은 흑인 아티스트의 뮤직비디오가 방영되어야 한다고 주장했다. 록의 전설이라 할 수 있는 데이비드 보위 또한 1983년 VJ 마크와의 생방송 인터뷰에서 흑인 아티스트 음악을 적게 방송하는 점에 대해 이의를 제기했다. 당시 몇몇의 사람들과 같이, MTV의 초대 인재인수 담당자이자 흑인이었던 캐럴린 B. 베이커 (Carolyn B. Baker) 또한 편협한 방향으로 음악을 정의하는 MTV의 행동에 의문을 제기했다.
1983년에 되기 전, 마이클 잭슨 또한 MTV에 방송되기 위해 애쓴 바 있다. “인종의 장벽을 허물고(break the color barrier)” 갈등을 해소하기 위해 당시의 CBS 레코드사의 대표자인 월터 예트니코프(Walter Yetnikoff)는 MTV에 모독적이고 맹렬한 비난을 가하며 MTV가 앞으로 음반사의 뮤직비디오를 틀 수 없도록 하겠다고 협박한 적이 있었다. 그러나 인재인수 부서의 대표 레스 갈랜드(Les Garland)는 CBS사의 압박 없이 잭슨의 “Billie Jean” 비디오를 방송하기로 결정했다고 말했다. 곧 CBS에서 업무 총괄을 담당한 데이비드 벤저민(David Bejamin)은 이를 부인했지만, 어쨌든 MTV는 1983년 “Billie Jean” 뮤직비디오는 계속적으로 방영하였으며, 이는 잭슨과의 오랜 협력관계를 맺게 함과 동시에 다른 흑인 아티스트도 돕게 되는 시발점이 되었다.
The Austin Chronicle에 따르면, 잭슨의 “Billie Jean” 뮤직비디오는 “인종의 벽을 허문 비디오였다. 원래 MTV가 그 벽을 세운 장본인이지만 말이다(the video that broke the color barrier, even though the channel itself was responsible for erecting that barrier in the first place).” 잭슨의 뮤직비디오 이후, 당시 살아남기 위해 고군분투했던 케이블 채널인 MTV는 굉장한 인기를 끌게 되었다. 잭슨의 비디오는 MTV 성공에 한 몫을 했으며, MTV가 락음악 중심의 시각을 벗어나 팝과 알앤비에 관심을 돌리는 데도 큰 도움을 줬다. 이런 변화는 프린스, 휘트니 휴스턴, 재닛 잭슨과 같은 흑인 아티스트들이 채널에 꾸준히 방송될 수 있는 힘이 되었다. 빌보드 지의 조너선 코언(Jonathan Cohen)은 재닛 잭슨의 “쉬운 사운드와 환상적인 안무의 영상은 MTV도 거부할 수 없었으며, 록 중심의 프로그램이 더 다양한 비트 음악과의 결합으로 진화할 수 있도록 도왔다”고 했다.

### 그 외의 방송 초기 문제들
탄생 초기인 1983년도에, 음악을 영상매체로서 소개하는 MTV의 특성 때문에 MTV는 시각적으로 더 예술성 있는 음악은 과대평가되는 반면, 같은 인기를 누리고 있지만 시각적으로 덜 매력적이라던가 협소하게 싱글음반으로 활동하는 뮤지션들의 음악의 질은 깎아 내리는 등 ‘음악’ 자체의 중요도를 낮춘다는 비판을 받았다. 같은 해 롤링 스톤(Rolling Stone)의 스티븐 레비(Steven Levy)는 “그동안 MTV 가 해낸 것은 로큰롤 음악을 영상 세계에 돌입시키면서 사람들이 이를 진정한 엔터테인먼트인지 장사꾼 놀음인지 판단할 수 없게 만들었다”고 했다. 데드 케네디스(Dead Kennedys)의 젤로 비아프라(Jello Biafra) 또한 위와 같은 이유로 MTV를 비판하며 1985년에는 “MTV, TV에서 꺼져라 (MTV, Get off the Air)”라는 제목의 노래를 선보이기도 했다. 그 이후, 많은 그룹들과 싱글 아티스트들이 비슷한 이유로 MTV를 비판해왔다. 이들은 “Music Television”으로서의 MTV가, 좀 더 많은 뮤직비디오를 좀 더 공정한 기준으로 선택하여 방송해야 한다고 주장했다.

### 감독들의 등장
1990년대 초반, MTV는 메탈리카, 건스 앤 로지스 등과 같이 팝적인 요소가 섞인 하드록 음악과 차트의 높은 순위에 오른 메탈과 하드록 음악, 마이클 잭슨, 마돈나, 뉴 키즈 온 더 블록(New Kids on the Block)과 같은 팝음악, 뉴 에디션(New Edition), 벨 비브 데보, 토니 토니 톤, 보이즈 투 멘(Boys II Men)과 같은 알앤비 음악, 그리고 바닐라 아이스(Vanilla Ice)와 엠씨 해머(MC Hammer)와 같은 신생 래퍼들의 음악을 함께 방송했다. LL 쿨 J(LL COO J), 노티 바이 네이처(Naughty by Nature), 오닉스(Onyx), 써 믹서랏(Sir-Mix-A-Lot)과 같은 힙합 아티스트의 음악 비율이 급격히 증가되었으며, 1993년에는 당시 대중음악요소가 덜 가미된 갱스터 랩을 했던 서부의 래퍼인 투팍 사커(Tupac Shakur), 아이스 큐브(Ice Cube), 워런 G(Warren G), 닥터 드레, 스눕 독(Snoop Dog)들 또한 볼 수 있었다.
1980년대의 음악보다 더 다양한 성격의 음악을 보여주기 위해, 더 개성 있고 창의적이며 예술적이고 더 기술적인 신생 뮤직비디오들이 선보였다. 몇몇의 유명 영화감독들 또한 뮤직비디오를 제작하기 시작했다. 1992년 12월 MTV는 뮤직비디오가 시작되고 끝날 때 곡 설명 맨 아랫줄에 뮤직비디오 감독의 이름을 보여주기 시작했다. 그 후 시청자들은 스파이크 존즈, 미셸 공드리, 데이비드 핀처, 새뮤얼 베이어(Samuel Bayer), 맷 마우린(Matt Mahurin), 마크 로마넥(Mark Romanek), 조너선 데이턴과 밸러리 패리스(Jonathan Dayton and Valerie Faris), 안톤 코르베인, 마크 펠링턴(Mark Pellington), 타셈(Tarsem), 하이프 윌리엄스(Hype Williams), 제이크 스콧, 조너선 글레이저(Jonathan Glazer), 마커스 니스펠(Marcus Nispel), F. 게리 그레이, 마티 콜너(Marty Callner) 등의 이름을 흔하게 볼 수 있었다.
PBS 프로그램 Frontline이 설명하듯이, MTV 방송은 시청자들에게 다량의 뮤직비디오를 보여주면서 뮤직비디오를 더 예술적으로 만들게 하는 동시에 아티스트들에게는 좋은 돈벌이가 되는 도구가 되게 했다. 아르테미스레코드(Artemis Records)의 CEO 대니 골드버그(Danny Goldberg)는 뮤직비디오의 예술적 가치에 대해 다음과 같이 예기했다; “내가 너바나(Nirvana)와 함께 일을 했을 때 커트 코베인은 음반에 신경을 쓰는 만큼 뮤직비디오에 신경 쓰는 것을 알았다. 그는 직접 뮤직 비디오의 스크립트를 썼고, 편집에도 참여했다. 그가 만든 뮤직비디오들 역시 그의 작품이다. 이렇게 뮤직비디오가 아티스트의 또 다른 작품으로 표현되는 것이 바로 오늘날의 훌륭한 아티스트로서 진정 보여줘야 할 모습이라고 생각한다. 모든 아티스트가 좋은 아티스트는 아니며, 모든 뮤직비디오가 좋은 뮤직비디오도 아니다. 그렇지만 그것(뮤직비디오)이 음악을 소개하기 위해 활용될 수 있다면 음악사업에 좋은 도구가 될 수 있다고 생각한다. 비틀스(Beatles)와 롤링 스톤즈의 전성기 때에 뮤직비디오가 있었다면 더 좋았을 것이다. 그랬다면 그들은 그들의 음악에 더 창의적인 요소를 가미할 수 있었을 것이다.”
비틀스는 너무나 큰 인기를 차지하고 난 후 직접적인 TV 출연이 어려워지자 TV 방송만을 위한 뮤직비디오를 만든 바 있다.

### 얼터너티브 록(Alternative)이 중심이 되다
1991년, 너바나는 그들의 인기 뮤직비디오”Smells Like Teen Spirit”으로 얼터너티브 락의 시대를 불러왔다. 1992년으로 돌입해가던 1991년 말, MTV는 그들의 “Buzz Bin” 캠페인으로 너바나, 펄 잼(Pearl Jam), 앨리스 인 체인스(Alice in Chains), 사운드가든(Soundgarden), 나인 인치 네일스(Nine Inch Nails), 토리 에이머스(Tori Amos), PM 돈(PM Dawn), 어레스티드 디벨롭먼트(Arrested Development), 비욕, 진 블로섬스(Gin Blossoms) 등의 음악을 보여줬다. 주말 얼터너티브 음악 프로그램 120 Minutes의 한 반복재생 구간 내의 음악 양은 늘렸고, Alternative Nation이라는 얼터너티브 음악과 언더그라운드 음악 전용 방송을 론칭했다. 계속적으로 그런지와 얼터너티브 음악에 대한 대중의 선호도는 증가했고, 그중 에어로스미스와 톰 페티 등을 제외한 1980년대 스타일의 긴 머리 락밴드들과 전통 락커들은 퇴장하기 시작했다. R.E.M, 유투(U2)등 초기의 락커들은 당시 분위기에 맞추어 그들의 음악을 좀 더 실험적으로 변화시켰다. 1993년 히트를 쳤던 얼터너티브 음악 리스트에는 스톤 템플 파일러츠(Stone Temple Pilots), 소울 어사일럼(Soul Asylum), 툴(Tool), 벡(Beck), 테라피(Therapy), 라디오헤드, 스매싱 펌킨스(Smashing Pumpkins) 등의 노래가 있었다. 그 후 2년간 위저(Weezer), 컬렉티브 소울(Collective Soul), 블라인드 멜론(Blind Melon), 더 크랜베리스, 부시(Bush), 실버체어(Silverchair)가 자리를 차지했다. 화이트 좀비와 같이 Beavis and Butthead에 출연한 얼터너티브 밴드 또한 인기를 끌게 되었다.
그 후 1994년부터 1996년까지, MTV는 그린 데이(Green Day), 오프스프링(Offspring) 등과 같은 신예 펑크 락 밴드, 노 다웃(No doubt), 더 마이티 마이티 보스톤스(The Mighty Mighty Bosstones), 서브라임(Sublime)과 같은 스카 락 밴드, 알라니스 모리셋, 주얼(Jewel), 피오나 애플(Fiona Apple), 세라 매클라클런과 같은 “대안음악의 대안음악(alternative)”이라 할 수 있는 팝 가수들을 플레이리스트에 포함했다.

### 일렉트로니카와 팝
1997년, MTV는 일렉트로니카 음악을 플레이리스트에 첨가하기 시작했다. 그중 인기 아티스트들에는 프로디지, 케미컬 브라더스, 모비(Moby), 에이펙스 트윈(Aphex Twin), 다프트 펑크, 더 크리스탈 메소드(The Cristal Method), 팻보이 슬림(Fatboy Slim), 로니 사이즈(Roni Size) 등이 있었다. 마돈나, 유투, 데이빗 보위, 라디오헤드, 스매싱 펌킨스 등 다른 인기 아티스트들 또한 자신의 음악에 일렉트로니카적인 요소를 가미하여 MTV에 등장하게 되었다. 같은 해, MTV는 네오-스윙 음악도 소개했지만 많은 인기를 끌지 못했다.
그러나 1997년 후반, MTV는 스파이스 걸스와 유럽 보이밴드들의 인기를 본받아 팝뮤직에 중점적으로 시선을 돌리기 시작했다. 1998년과 1999년 사이, MTV에 방송되는 음악들은 백스트리트 보이즈나 엔싱크(‘N Sync)와 같은 보이밴드들, 그리고 “팝 프린세스”로 일컬어지는 브리트니 스피어스, 크리스티나 아길레라, 맨디 무어, 제시카 심프슨의 음악이 다수였다. 락이나 일렉트로니카, 얼터너티브 음악의 양은 줄어들었다. 힙합음악은 퍼프 대디, 마스터 P(Master P), DMX, 버스타 라임스, 제이지, 미시 엘리엇, 에미넴, 자 룰(Ja Rule) 등의 음악으로 명목을 이어나갔고, 알앤비 음악 또한 데스티니스 차일드나 브랜디(Brandy) 등의 뮤지션을 대표로 방송에서 꾸준히 들을 수 있었다.

### 락의 귀환
1997년 후반에 돌입하자 MTV는 “Rock is dead(락은 죽었다)”라는 슬로건을 내세우며 락 뮤직비디오 방송 량을 급격히 줄이기 시작했다. 이러한 MTV의 행동 변화는 몇몇 주요 밴드들의 해체, 상업성보다 예술성이 짙었던 음악의 판매량이 감소하는 것의 이유라는 말도 나오게 되었다. MTV에서 들을 수 있는 음악은 거의 팝과 힙합/알앤비 음악이었다. 락음악 전용 채널도 없어졌고 비디오 뮤직 어워드(Video Music Awards)의 락음악 관련 시상 부문은 하나로 줄어들었다.
이때부터 2004년까지, MTV는 대중적인 락음악을 다시금 소개시키기로 했다. 1998년부터 1999년까지 MTV에 줄곧 등장하는 보이밴드들을 조롱하는 곡 “All the Small Things”를 부른 팝펑크 밴드 블링크-182(Blink-182)도 자주 볼 수 있었다. 한편, MTV의 냉대를 받던 락밴드인 콘(Korn)과 크리드(Creed) 등도 계속적으로 음반발매를 했으며, 콘의 락/랩 하이브리드 앨범 <Follow the Leader>가 발매되면서, MTV는 앨범 수록곡인 “Got the Life”, “Freak on a Leash” 뮤직비디오를 방영하며 다시금 인기를 높이게 했다.
MTV는 림프 비즈킷, 키드 락(Kid Rock)으로 대표되는 랩/락 하이브리드 음악을 점점 더 많이 방송하기 시작했으며, 비디오가 코믹한 롭 좀비, 레드 핫 칠리 페퍼스, 푸 파이터스도 볼 수 있었다.
1999년 가을, MTV는 Return of the Rock 주간을 발표했다. 이는 락 컴필레이션 음반이 발매된 후 그 앨범 아티스트들의 음악이 방송되는 것이었는데, 그동안 시스템 오브 어 다운(System of a Down), 스테인드(Staind), 갓스맥(Godsmack), 인큐버스(Incubus), 파파 로치(Papa Roach), P.O.D., 세븐더스트(Sevendust), 파워맨 5000 (Powerman 5000), 슬립낫, 키티 앤 스태틱 X(Kittie and Static X) 등이 플레이리스트를 차지했다. MTV와 MTV2 모두 락/랩 음악에 중점을 두었지만, 위의 그룹들도 양 채널에서 종종 확인할 수 있었다.
2000년 섬 41(Sum 41), 린킨 파크, 지미 잇 월드(Jimmy Eat World), 머드베인(Mudvayne), 콜드(Cold), 앳 더 드라이브-인(At the Drive-In), 에일리언 앤트 팜(Alien Ant Farm) 등의 밴드들이 선풍적인 인기를 끌며 플레이리스트에 올랐다. MTV 또한 2002년까지 락 뮤직비디오만 독점적으로 방영하는 디지털 케이블 채널 MTVX를 칭한 바 있다. 매일 방송되는 뮤직비디오 방송 Return of the Rock은 2001년 초까지 방송되었으며, 그 후 2002년부터 2004년까지 All Things Rock이라는 프로그램으로 이어졌다.

### 마이클 잭슨의 죽음
2009년 6월 25일, 마이클 잭슨의 사망 이후 MTV는 그의 유작들을 기념하기 위해 MTV 초기 방송 형식으로 뮤직비디오를 방영한 바 있다. MTV는 많은 시간 동안 잭슨의 뮤직비디오, 그리고 MTV 스타들과 다른 유명인사들의 이 사건에 대한 반응을 편집해 담은 특별 생방송 뉴스도 방송했다. MTV는 그 다음주까지 프로그램 편성을 바꾸고, 마이클 잭슨의 장례식 현장을 라이브로 담았다.

#### '마이클 잭슨 스페셜'
한국 MTV에서는 잭슨 사망 1주기를 맞아 6월 25일 밤 10시부터 4시간 연속으로 '마이클 잭슨 스페셜' 5편을 방송했다.
잭슨의 삶을 유족의 인터뷰를 통해 재조명하는 '마이클 잭슨 스토리(MJ Story)', 잭슨의 사망 현장을 조명한 '마이클 잭슨의 마지막 순간(Famous Crime Scene)', 다큐멘터리 '휴먼 네이처(Human Nature)', 잭슨의 히트곡을 수집한 '톱 10 비디오(Top 10 Video Countdown)', 그리고 마지막으로 어셔, 저스틴 팀버레이크, 니요(Ne-yo), 크리스 브리운 등이 출연하여 잭슨을 회상하는 '영향 받은 스타들(Michael Jackson's Influence of Music)'을 방송했다.

### 프로그램 형식의 진화
1985년, Viacom은 MTV와 니켈로디언을 갖고 있던 Warner–Amex Satelite Entertainment를 소유하게 되면서 이름을 ‘엠티비 네트웍스(MTV Networks)’로 바꾸고 크기를 확장하기 시작했다. 1987년 전까지 MTV는 거의 뮤직비디오만을 방영했지만, 시간이 감에 따라 다른 채널을 위해 만들었던 프로그램들을 포함하여 다른 다양한 성격의 프로그램을 선보이게 되었다.
1980년대 후반, “MTV news”와 함께 음악 뉴스 쇼 The Week in Rock이 생기며 비뮤직비디오 프로그램이 등장하게 됐다. 이때 당시 댄스쇼인 Club MTV, 게임쇼인 Remote Control도 시작했다.
이러한 새로운 프로그램들은 MTV 프로그램 종류가 더 다양해지는 데 시작에 불과했다. 프로그램 형식이 다양해짐에 따라, 새로운 장르의 프로그램도 등장했다. 1990년 초반에는 MTV의 첫 리얼리티 프로그램인 The Real World나 Road Rules가 시작됐다.

## 사회윤리적 영향
25년 이상의 시간 동안 세계 대중문화의 거의 모든 방면에 위치해 있던 MTV는, 젊은이들과 그들의 사회에 대한 음악과 TV의 문화•윤리적 영향을 논하는 데 중요한 화두가 되었다. MTV는 프로그램의 성격, 사회적 이슈, 정치적으로 의도된 편집, 그리고 젊은이들에 예상되는 비윤리적인 영향까지 많은 부분에 대한 비판의 여지를 남겼다.

### 비가족성에대한 이슈
모든 가족이 볼 수 있는 건전한 프로그램을 권장하는 미디어 감시단체인 Parents Television Council(PTC)은 MTV 네트워크가 시정자들에게 나쁜 영향을 주고 있다고 주장하며, MTV를 “음담 패설가(Smut peddlers)” 그룹에 포함시켰다.
MTV 네트워크의 대표 지넷 케다스(Jeanette Kedas)는 그러한 PTC의 발표에 대해 “불공정하고 부정확(unfair and inaccurate)”하다며, “젊은이들의 지적 수준과 교양수준을 과소평가하고 있다”고 말했다. 그에 대해 PTC 회장인 L. 브렌트 보첼 3세(L. Brent Bozell III)는 고객들이 원하는 채널만 선택하여 비용을 지불하는 시스템을 도입하려는 케이블과 위성채널 회사를 언급하며, “MTV의 계속적인 저속한 행동은 시청자들의 채널 선택에 혼란을 준다”고 했다.
Christian right organization American Family Association또한 MTV가 “섹스를 권장하고, 비가족적이고, (비윤리적인 것에 대한 자유로운) 선택권을 조장하며, 마약문화”를 조장하는 등 젊은이들에게 비윤리적인 영향을 주고 있다며 비판해왔다.
기독교 복음단체 Focus on the Family는 부모들에게 MTV가 얼마나 “위험한 메시지들”을 내포하고 있는지 설명하는 구문 형식의 CD인 “Confronting the MTV Culture”를 발매하기도 했다.

### 정치적 수정
MTV의 윤리적 문제에 대한 또 다른 논란은, MTV가 프로그램에 대해 너무나 정치적으로 민감하게 편집•검열한다는 점이었다. MTV는 그동안 많은 뮤직비디오 내에서 마약, 섹스, 폭력, 무기, 인종차별, 동성애를 담은 장면, 또는 광고성 장면을 편집해왔다. 많은 뮤직비디오들이 검열되었으며, 심야방송프로그램으로 넘어가기도 했다.
1980년대에는 Parents Music Resource Center와 같은 보호자 매체감시단체에서는, MTV가 악마주의를 노골적으로 드러내는 뮤직비디오를 방송한다며 비판해왔다. MTV는 악마숭배주의 혹은 반종교적 뮤직비디오를 막기 위해 엄격한 제도를 세웠다. 이러한 제도 때문에 1991년의 사운드가든의 노래 “Jesus Christ Pose”나 2004년의 인큐버스 노래 “Megalomaniac” 뮤직비디오 등이 방송 금지되었다.
MTV의 교묘한 정치적 공정과 민감성은 1990년대 애니메이션 Beavis and Butthead에서 주로 찾을 수 있었다. 이 애니메이션을 주로 시청했던 어린이가 자기 집을 불지르는 사건이 발생한 이후, MTV는 오후 7시에 방영되던 이 프로그램을 심야방송시간인 11시로 옮겼다. 또한 극중인물 Beavis가 라이터를 켜면서 “불이야(fire)”라고 외치는 장면이 삽입된 에피소드는 다른 에피소드로 대체되었고, 화재 사건의 원인이 되었던 에피소드는 재방송 때 장면이 삭제되어 방송되었다. 몇 년 후 Jackass의 제작자들은, MTV의 프로듀서들이 쇼 제작자들에게 과도한 제한을 주며 프로그램을 자유롭게 진행되지 못하게 한다고 밝혔다.

### 슈퍼볼사건
MTV는 2001년 플로리다주 템파에서 열린 제 35회 슈퍼볼 하프타임쇼를 기획•제작한 바 있다. 엔싱크와 에어로스미스의 공연으로 이루어진 하프타임쇼는 성공적으로 진행되었으며, MTV는 앞으로의 하프타임쇼도 제작하라는 제안을 받았다. 이에 여론은 MTV의 부정적인 사회윤리적 영향을 논하며 반대를 하기도 했다. 그 후, 하프타임쇼의 형식이나 모습, MTV의 프로그래밍, 심지어 라디오의 음악까지 큰 변화가 생겼다.
2004년, MTV가 제작한 하프타임쇼에서는 넬리(Nelly), 피-디디(P-Diddy), 재닛 잭슨, 저스틴 팀버레이크가 공연했다. 2004년 2월1일, 당시 MTV의 자매기업인 CBS가 슈퍼볼 게임과 하프타임쇼를 생중계했다. 그러나 공연 중 팀버레이크가 자신의 히트곡 “Rock Your Body”를 부를 때 잭슨의 옷을 찢는 퍼포먼스를 보이다가 잭슨의 오른쪽 가슴을 내보이는 방송사고를 일으켰다. 모든 방송관계자들은 이 사건에 대해 사과를 표했으며, 팀버레이크는 이 사고는 “의상 문제”로 인해 발생한 일이라고 표명했다.
당시 연방통신위원회(FCC: Federal Communication Commission)의 회장 마이클 파월(Michael Powell)은 방송사고가 일어난 다음 날 이 쇼에 대한 조사를 요구했다. 하프타임쇼에서의 방송사고 이후 MTV 프로그램 중 많은 부분이 검열을 거치게 되었다. 마룬 5의 “This Love”, 블링크-182(Blink 182)의 “I Miss You” 등 뮤직비디오 내의 성적 장면이 편집되었다. 2004년 9월 FCC는 이 하프타임쇼가 전국방송에 부적당했다고 결론을 내리고 CBS에 55만달러의 벌금을 징수했다. 그 후 2006년에도 FCC는 이 결정에 대한 입장을 다시 한번 굳혀나갔지만 2008년 미국 연방 법원은 이 벌금형을 파기시켰다.

## 사회 비평
MTV는 정규 프로그램 이외에도 젊은이들에 사회•정치•환경 행동주의를 장려하는 데에 있어 오랜 역사를 가지고 있다. 이러한 행동주의를 이끌게 했던 프로그램 중에서는 정치적 문제를 논의하고 시청자들에게 선거투표를 권장했던 Choose or Lose, 반폭력, 반차별주의에 대해 논한 Fight For Your Rights, MTV의 모든 사회행동주의를 아우르는 최근의 think MTV가 있다.

### Choose or Lose
1992년, MTV는 친민주화 캠페인 Choose or Lose를 시작했다. 이 캠페인으로 최고 2천만 명의 미국시민들이 선거등록을 하게 되었으며, 이 캠페인 기간에 MTV는 당시 미국 대선 후보자였던 빌 클린턴을 위한 포럼을 열기도 했다.
최근 몇 해 동안, MTV는 사람들의 삶과 문제를 담은 True Life, 음악산업과 전 세계에서 일어나는 최근 사건들을 다루는 MTV News Specials를 방송했다. 그중 2004년 미국 대통령 선거를 내용으로 했던 특별기획 쇼는, 젊은이들이 주로 관심을 가지고 있는 이슈와 의견들을 중점으로 진행되었으며, 시청자들은 존 케리 의원에게 질문을 할 수 있는 기회를 가질 수 있었다. MTV는 P. 디디(P. Diddy)와 함께 젊은이들에게 투표 참여를 장려하기 위해 “Vote or Die” 캠페인을 벌이기도 했다.
또한 MTV는 그룹 섬 41(Sum 41)과 함께 콩고를 여행하며 그 곳의 대립 상황을 취재하는 프로그램을 방송하기도 했다. 섬 41은 결국 콩고의 호텔 밖에서 공격을 받다가 붙잡혀 바로 그 나라를 떠나게 되었다.
MTV는 2008년 미국 대선 때 최초로 대통령 선거유세 광고를 방송하기도 했다. 이는 MTV에 대한 우파의 비난을 불러왔고, 조나 골드버그(Jonah Goldberg)는 “MTV는 민주당의 주요 청소년 복지프로그램처럼 행동한다”고 말했다.

### Fight For Your Rights
1990년부터 2000년대 초까지 매년 MTV는 Fight For Your Rights라는 캠페인을 벌였다. 이 캠페인의 슬로건은 “폭력에 대해 소리쳐라/대항하라(Speak Out/Stand Up against Violence)”였는데, 이는 시청자들이 미국의 범죄, 약물, 폭력문제에 대한 올바른 의식을 갖도록 한 것이었다.
2001년 4월 6일 MTV는 24시간 동안 정규방송을 멈추고 한 해의 증오범죄를 알리는 캠페인을 벌였다. 이날 밤 MTV는, 1998년 살인사건의 주인공이었던 21세의 동성애자 학생 매슈 셰퍼드(Matthew Shepard)의 실화를 바탕으로 만든 TV영화 증오의 해부(Anatomy of a Hate)를 방영했다. 이 영화가 끝난 후 마지막 화면에는 검정 바탕화면에 증오범죄 피해자의 이름들을 보여줬다.

### Think MTV
MTV의 가장 최근 행동주의 캠페인은 think MTV이다. 이 캠페인은 동성결혼, 미국 대선, 미국 바깥 나라의 내전/전쟁 등 최근 정치적 이슈를 다루고 있다. 이 프로그램의 슬로건은 “반성하라, 결정하라, 행하라(Reflect, Decide, Do).”이다. 이중에는 시청자들이 화석연료와 에너지를 절약할 수 있는 방법을 찾게 하는 Break the Addiction 캠페인도 있다.
Think MTV는 차별, 환경, 정치, 건강과 자기관리, 폭력과 범죄, 가난과 질병, 인권, 전쟁과 평과, 관계와 성, 신앙, 약물남용, 교육 등 12개의 주요 이슈를 다룬다. 젊은이들에게 이 중 자신이 가장 동조할 수 있는 분야를 선택하여 그 분야에 긍정적인 변화가 일어날 수 있도록 몸소 실천하게 하는 기회를 제공한다. 이들의 모토는 “당신으로 인해, 당신이 만든 결과(Your Cause, Your Effect)”이다. Think MTV 캠페인은 최근 MTV 프로그램 편성에도 포함되어 있다.

## 2010 MTV 무비어워드의 액션스타 비
액션영화 《닌자 어쌔신》에 출연한 비가 로스앤젤레스에서 6일 열린 '2010 MTV 무비 어워드(MTV Movie Awards)'에서 '최고 액션스타상(Biggest Badass Star)'을 받았다. 당시 '최고 액션 스타상' 후보로는 앤젤리나 졸리, 채닝 테이텀, 샘 워딩턴 등의 스타들이 있었다. 또한 비는 한국인으로서는 처음으로 MTV 무비어워드에서 수상한 기록을 갖게 되었으며, 지금까지 아시아계 수상자로서도 청룽, 장쯔이, 루시 류, 구리야마 지아키 등 네 명뿐이다.
한편, 이날 시상식에서는 코미디 영화 《행오버》에 출연한 한국계 배우 켄 정이 '최고의 황당한 순간 상'(Best WTF Moment)을 수상했다. 의사 출신 연기자인 켄 정은 이 영화에서 아시아계 갱단두목 '미스터 차우'로 등장, 코믹한 알몸 연기를 보여줬다
2010 이 영화상에서는 《뉴문》이 '최고 영화상(Best Movie)', '최고 남자배우상(Best Male Performance)', '최고 여자배우상(Best Female Performance)', '최고 키스상(Best Kiss)' 등 4개 부문을 휩쓸었다.

## 같이 보기
- 음악 산업